# Югославия на зимних Олимпийских играх 1998
Союзная Республика Югославия (Сербия и Черногория) в первый раз принимала участие в Зимних Олимпийских играх, которые прошли в Нагано (Япония). Команда была представлена двумя спортсменами (спортсмен и спортсменка) которые участвовали в соревнованиях по горнолыжному спорту. Знаменосцем был Марко Джорджевич.

## Соревнования

### Горнолыжный спорт

#### Гигантский слалом (мужчины)
Соревнования проходили 19 февраля 1998 года на горнолыжном курорте Happo-one, расположенный на острове Хонсю.
Лишь 36 спортсменов завершили соревнование.
| Спортсмены       | 1-я попытка | 2-я попытка | Итоговое время | Место |
| Спортсмены       | Время       | Время       | Итоговое время | Место |
| ---------------- | ----------- | ----------- | -------------- | ----- |
| Марко Джорджевич | 1:30.34     | 1:28.13     | 2:58.47        | 35    |

#### Слалом (женщины)
Соревнования проходили 19 февраля 1998 года на горнолыжном курорте Сига Когэн. Лишь 27 спортсменок завершили соревнование.
| Спортсмены      | 1-я попытка | 2-я попытка | Итоговое время | Место |
| Спортсмены      | Время       | Время       | Итоговое время | Место |
| --------------- | ----------- | ----------- | -------------- | ----- |
| Мирьяна Гранзов | 52.45       | 54.20       | 1:46.65        | 27    |